# Soyuz MS-03
Soyuz MS-03 es un vuelo espacial del Soyuz lanzada el 16 de noviembre de 2016. Transportó a tres miembros de la tripulación de la Expedición 50 de la Estación Espacial Internacional. La nave MS-03 fue el vuelo N° 132 de una nave espacial Soyuz tripulada. El equipo estuvo compuesto por un comandante ruso, un ingeniero de vuelo francés y una ingeniera de vuelo estadounidense.

## Tripulantes
| Puesto               | Miembros de la tripulación                      | Miembros de la tripulación                      |
| -------------------- | ----------------------------------------------- | ----------------------------------------------- |
| Comandante           | Oleg Novitskiy, RSA Expedición 50 Segundo vuelo | Oleg Novitskiy, RSA Expedición 50 Segundo vuelo |
| Ingeniero de Vuelo 1 | Thomas Pesquet, ESA Expedición 50 Primer vuelo  | Thomas Pesquet, ESA Expedición 50 Primer vuelo  |
| Ingeniero de Vuelo 2 | Peggy Whitson, NASA Expedición 50 Tercer vuelo  | Peggy Whitson, NASA Expedición 50 Tercer vuelo  |